# 星际奥德赛 (文献纪录片)
星际奥德赛：行星旅行（原名：Voyage To The Planets And Beyond ，简体中文无正式译版，繁體譯本有粵語配音譯作「星際漫游」，在亞洲電視播放，正版VCD與DVD碟由得利影視發行，网路上流传版本照译为“BBC.星际漫游”）是一部虚构的关于太阳系内行星间旅行的电视紀錄片。由BBC制作并于2004年首映。由Joe Ahearne编剧并导演，Christopher Riley为制片人。该片设定在一个不明确的未来，该任务的首席科学家回想起了亞瑟·查理斯·克拉克的2010太空漫遊（1982出版）所描绘的一幕幕。

## 剧情
5名宇航员驾驶着 “天马号”开始了太阳系内的星际旅行。他们的任务是登陆金星、火星，掠过太阳、木星以及接近木星的卫星：木卫一和木卫二和勘测土星的卫星土卫六，抵达冥王星，接近一个虚构的Yano-Moore彗星并最终返回。其中的大多数目的地都会尝试登陆，成员会遭遇不同的状况，面临严酷的环境和失败的沮丧。一次金星的舱外活动险些由于Orpheus的延误而酿成灾难，泰坦探测器在探测中失败，成员也丢失了木卫一上采集的样品。对成员打击最大的莫过于医师由于受太阳风照射引发癌症而丧生——一度使成员决定是否将任务继续。英国上映的版本为成员继续向前，而美国版经剪切后在科学频道上映，其内容也变为成员最终决定将任务终结。
抵達火星軌道後，機組人員與一艘預先放置的補給船會合，為飛馬座加油。 Kirby、Pearson和Sulman乘坐著陸器Ares降落到火星表面，降落在Valles Marineris峽谷系統的一部分Melas Chasma附近，他們打算在那裡尋找埋在峽谷底部地表下的液態水。由氣球攜帶的機器人漫遊者（名為查理）。著陸時，卡比被塵魔擊中，但他沒有受傷。他們第一次尋找水的嘗試被太陽耀斑阻撓，這迫使表面上的宇航員在阿瑞斯避難幾天，而在飛馬座軌道上的萊薩德和格里戈列夫也躲避。一旦危險過去，阿瑞斯的船員們回到了梅拉斯峽谷的邊緣，蘇爾曼在那裡成功地將查理引導到峽谷的底部，成功地找到了埋在地下的少量液態水。然而，Lessard 報告說，一場大沙塵暴正在峽谷中形成，這可能會破壞他們的使命。取回水樣後，宇航員再次在阿瑞斯避難。沙塵暴過去後，阿瑞斯升空並重新加入飛馬座。
離開火星，飛馬座的下一個目的地是木星，他們將通過在太陽附近擺動來加速到達木星。在前往太陽的途中，飛馬座經過水星，但由於任務限制沒有進行著陸。為了保護他們免受太陽的強烈輻射，在飛馬座周圍產生了一個人造磁場，但發電機的電力需求迫使他們關閉非必要的系統，例如他們的實驗室和為他們提供人造重力的離心機睡眠隔間。飛越是成功的，機組人員前往木星。在穿過小行星帶的途中，機組人員對一個雙星小行星系統進行了計劃外的近距離飛越，由於任務控制提供的數據存在差異，該系統比預期的要近得多。
飛馬座在木星的高層大氣中進行了一次強烈的航空制動機動，以使它們駛向木衛一。在前往艾歐的途中，皮爾森被診斷出患有淋巴瘤，這是他在太陽飛越期間受到高劑量輻射的結果。到達木衛一後，由於持續的火山噴發，主要著陸點被認為是不安全的，由於致命的輻射水平，次要著陸點也是如此。在任務控制中心激烈討論是在仍有潛在風險的第三紀著陸點著陸，還是在安全但無趣的第四紀著陸點著陸後，決定在更有趣的著陸點著陸，但任務持續時間被縮短以減少輻射暴露。萊薩德隨後獨自乘坐著陸器赫爾墨斯號降落。從表面上看，Lessard穿著笨重的防輻射宇航服很快就筋疲力盡，被迫提前中止行走，留下了她收集的所有樣本。飛馬隨後遇到歐羅巴，在那裡他們將機器人探測器發送到地表以收集地下冰樣本。
他們圍繞木星的任務完成後，飛馬開始了前往土星的漫長旅程。然而，皮爾遜的病情繼續惡化，嚴重削弱了他。到達土星後，飛馬進入土衛六周圍的軌道，在那裡他們釋放了一個機器人探測器來收集樣本，但探測器發生故障並丟失了。離開泰坦後，飛馬座被放置在卡西尼號的軌道上，蘇爾曼在那裡進行太空行走以收集土星環的碎片。然而，在她的太空行走中，皮爾遜去世了。隨後，其餘的船員在哀悼皮爾遜並決定下一步做什麼時，與地球的通訊中斷了一整天。在此期間，柯比將皮爾遜的身體漂浮到土星環中。恢復聯繫後，機組人員透露他們已決定繼續執行任務（在美國版本中，他們決定返回家園），不久之後他們前往冥王星。
抵達冥王星後，柯比和格里戈列夫登上克萊德號著陸器的表面，在那裡他們建立了一個望遠鏡陣列來探測系外行星，他們在從土星到冥王星的旅程中對其進行了改造，望遠鏡指向地球進行校準測試.在離開冥王星之前，柯比和格里戈列夫為在太空探索中喪生的宇航員舉行了簡短的追悼會，其中包括打算與他們一起登陸冥王星的皮爾遜。克萊德後來上升並與飛馬對接。在返回地球的路上，他們與虛構的長周期彗星 Yano-Moore 會合。萊薩德和蘇爾曼駕駛著陸器梅西耶號來收集樣本，但在他們的航行過程中，彗核分裂，向飛馬座發射高速碎片，嚴重損壞了飛船，並傷害了格里戈列夫，後者被一顆彗星碎片擊中刺穿了船體。由於無法聯繫到受損的飛馬，萊薩德和蘇爾曼放棄了梅西耶並太空行走前往氣閘室。緊急執行後在格里戈列夫接受手術後，三位能幹的宇航員修復了飛馬座並開始了最後的回家之旅。 最後，在六年後，飛馬回到地球。
該節目由大衛·蘇切特講述。

## 演员
- Tom Kirby（由Martin McDougall饰）– 任务指令官。美国公民，印第安血统。
- John Pearson（由Mark Dexter饰）–医师，英国公民身份。
- Yvan Grigorev（由Rad Lazar饰）– 工程师，俄国公民身份。
- Nina Sulman（由Michelle Joseph饰）– 生物学家，非洲裔英国公民身份。
- Zoë Lessard（由Joanne McQuinn饰）– 地质学家，加拿大公民身份。

较为重要的地面控制中心人物：
- Alex Lloyd（由Mark Tandy饰）– 任务科学家（SCIENCE），英国公民身份。
- Clare Granier（由Hélèn Mahieu饰）– 外科医生（SURGEON），法国公民身份。

## 制作
该剧最初定名为与太空人同行(Walking with Spacemen) 由于与Tim Haines的与恐龙同行雷同，遂改为“太空奥德赛”。 
为使得该剧达到更为真实的效果，演员在俄罗斯太空城接受了俄罗斯宇航训练科目。该剧中由许多失重镜头在俄罗斯伊尔76运输机内拍摄完成。其余太空镜头由数码后期完成。
该剧有关金星和火星的背景画面，选择了智利的阿塔卡马沙漠作为拍摄参考。
该剧背景音乐由美国作曲家 唐·戴维斯制作。

## 相关书籍
BBC出版公司出版了Christopher Riley的同名书籍。